# AMS Euler

In AMS Euler gesetzte Gleichungen

AMS Euler ist eine Script-Schriftart, die von der American Mathematical Society (AMS) in Auftrag gegeben wurde. Sie ist benannt nach dem Mathematiker Leonhard Euler. Entworfen hat sie Hermann Zapf mit Unterstützung von Donald E. Knuth.
Diese Schriftart versucht die Handschrift eines Mathematikers auf einer Wandtafel nachzubilden, und die Schriftlage ist daher nicht geneigt. Sie verwendet die deutsche Form des Integralzeichens. Sie lässt sich gut zusammen mit anderen von Hermann Zapf entworfenen Schriften verwenden, wie z. B. Palatino, Aldus und Melior, während sie optisch sehr schlecht zu Computer Modern, der in TeX voreingestellten Schriftsippe, passt.
Knuth war zum Zeitpunkt ihrer Entstehung Ko-Autor des Buchs Concrete Mathematics, das Leonhard Euler gewidmet war, und so wurde die Schriftart als erstes dafür verwendet. Knuth entwarf mit Concrete Roman eine dazu passende Schriftart.
Als erstes wurde AMS Euler in METAFONT implementiert, ist aber heute auch in anderen Fontsystemen wie PostScript Type 1 und TrueType erhältlich.